# 甄温
甄温（?—?），字仲舒，曹魏外戚，文昭甄皇后的侄孙，甄俨的孙子，甄像的儿子。
青龙三年（235年），甄像去世，追赠卫将军，改封魏昌县侯，谥号贞侯。甄温之兄甄畅嗣魏昌县侯，甄温都为安阳乡侯。咸熙初年，甄德进为辅国大将军，加侍中，领射声校尉。泰始元年（265年），射声校尉安阳乡侯甄温参与西晋受禅，曹奂玺绶交给甄温。司马炎加郭建、甄德、甄温三人位特进。